# Dracula 3D
Dracula 3D is een Italiaans-Frans-Spaanse horrorfilm van Dario Argento uit 2012.
De film is Argento's eerste 3D-film.

## Verhaal
Jonathan Harker reist met de trein naar het kasteel van Dracula, waar hij aan de slag gaat in de bibliotheek. In het begin is hij onder de indruk van Dracula, maar al snel blijkt dat hij gevangen zit in het kasteel. Ook komt hij achter Dracula's avonturen in de avonduren. Ontsnappen gaat hem niet makkelijk af, aangezien hij in de ban is van de drie bruiden van Dracula.
Dracula raakt echter zelf in de ban van Harkers vrouw, Mina en gaat naar haar op zoek.

## Rolverdeling
- Thomas Kretschmann als Graaf Dracula
- Marta Gastini als Mina Harker
- Asia Argento als Lucy Kisslinger
- Rutger Hauer als Prof. Van Helsing
- Unax Ugalde als Jonathan Harker
- Miriam Giovanelli als Tania
- Giovanni Franzoni als Reinfield
- Maria Cristina Heller als Jarmila
- Augusto Zucchi als Andrej Kisslinger
- Franco Ravera als Priester (als Franco Guido Ravera)
- Giuseppe Lo Console als Zoran (als Giuseppe Loconsole)
- Riccardo Cicogna als Janek
- Christian Burruano als Milos
- Alma Noce als Marika